# Ignacy Kaczmarek
Ignacy Kaczmarek (ur. 22 grudnia 1888 w Komornikach, zm. 30 listopada 1975) – polski geodeta, inżynier, działacz społeczny i niepodległościowy, współzałożyciel i prezes Towarzystwa Miłośników Miasta Poznania.

## Życiorys
Pracował jako geodeta w przedsiębiorstwie mierniczo-melioracyjnym (1902-1914). W tym czasie działał na Warmii i Mazurach wśród młodzieży uczącej się przekazując polskie idee niepodległościowe. W 1914 został prezesem towarzystwa śpiewaczego Harmonia i funkcję tę piastował do 1958 (od 1929 był prezesem honorowym). W maju 1921 został kierownikiem Miejskiego Urzędu Pomiarów w Poznaniu. Był jednym z członków założycieli Towarzystwa Miłośników Miasta Poznania w grudniu 1922 (od kwietnia 1948 do lutego 1960 – prezes Towarzystwa).
Po II wojnie światowej 10 lutego 1945 objął kierownictwo Wydziału Techniczno-Budowlanego Zarządu Miejskiego w Poznaniu. W 1949 zamówił dla chóru Harmonia utwór na solo, chór i orkiestrę symfoniczną Kantata Poznańska (muzyka: Stefan Bolesław Poradowski, słowa: Stanisław Krokowski).
Został pochowany na cmentarzu parafialnym św. Jana Vianneya w Poznaniu.

## Upamiętnienie
W 1994 Rada Miasta Poznania na wniosek Stowarzyszenia Geodetów Polskich i Towarzystwa Miłośników Miasta Poznania uczciła Ignacego Kaczmarka nadaniem jego imienia jednej z ulic na Podolanach. Jego imieniem nazwana jest również jedna z ulic w podpoznańskich Komornikach.